# (9949) Brontosaurus
(9949) Brontosaurus (1990 SK6) – planetoida z grupy pasa głównego asteroid okrążająca Słońce w ciągu 3,61 lat w średniej odległości 2,35 j.a. Odkryta 22 września 1990 roku.